# Distrito de Berea
Berea es un distrito de Lesoto. Al oeste, Berea limita con la provincia del Estado Libre de Sudáfrica. En el interior, limita con los siguientes distritos: distrito de Leribe al norte, distrito de Thaba-Tseka al sureste y distrito de Maseru al sur. Teyateyaneng es la capital del distrito. También alberga las viviendas en cuevas de Kome. También es el único distrito de Lesoto que no lleva el nombre de su capital.
Tiene una superficie de 2.222 km² y una población de aproximadamente 256.4896 habitantes (según el censo de 2006). 
Teyateyaneng es la capital del distrito.